# Dinosaurio viviente
Los dinosaurios vivientes son dinosaurios no aviares que supuestamente han sobrevivido a la extinción masiva del Cretácico-Terciario. El término es utilizado en los campos científicos de la paleontología y biología (así como la pseudociencia de la criptozoología).

## En paleontología
En paleontología, un dinosaurio viviente es un dinosaurio no aviar que supuestamente habría sobrevivido a la extinción masiva del límite K/T.
El «problema de Bug Creek»
A pesar de que casi toda evidencia indica que todos los dinosaurios no avianos fueron extintos en el límite K-T, se presentaron pruebas que indicaban que los dinosaurios vivieron durante un corto periodo de tiempo durante el Paleoceno, apoyando la reclamación de que el acontecimiento que causó la extinción de los dinosaurios no fue repentino, sino gradual. Estos argumentos están basados en el hallazgo de restos de dinosaurio en la Formación Hell Creek hasta 1,3 m (4 pies) por encima del estrato del límite K/T, por tanto 40,000 años más tarde que la frontera K-T. Sin embargo los métodos y resultados fueron puestos en duda, y los hallazgos reinterpretados como producto de la reelaboración tafonómica: fósiles cretácicos erosionados del sedimento original, transportados y sedimentados de nuevo durante el Paleoceno, junto a restos de mamíferos contemporáneos de los nuevos sedimentos.

## En biología general

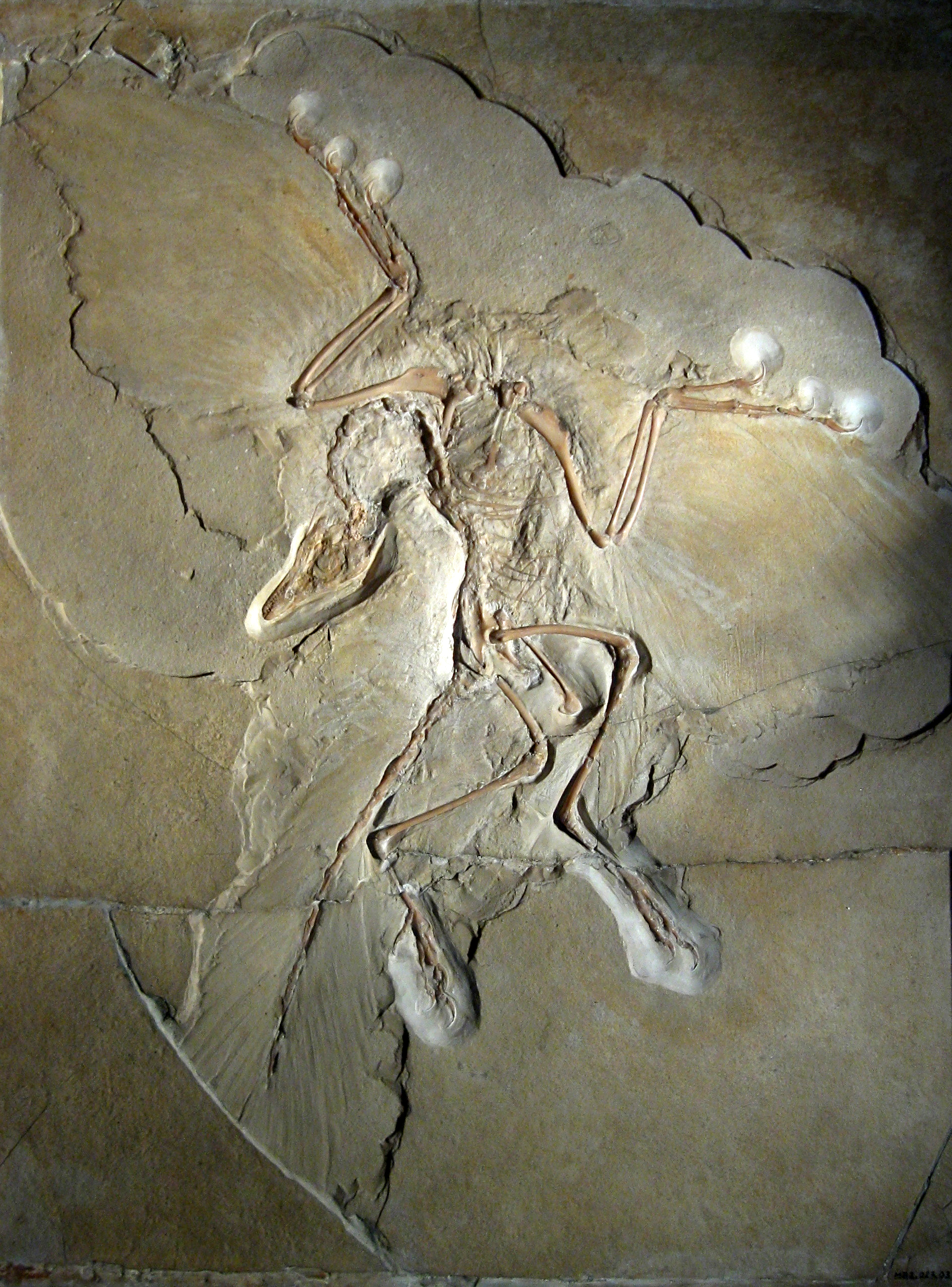
Archaeopteryx lithographica, un fósil transicional entre dinosaurios y aves modernas.

En biología, los "dinosaurios vivientes" son las aves. La designacón surge del linaje evolutivo de los pájaros como los únicos clados de los dinosaurios que han sobrevivido a la extinción masiva del límite K/T. Específicamente, son miembros del clado llamado Maniraptora, un grupo de terópodos que incluye dromaeosaurios y oviraptores, entre otros.

## En criptozoología
En criptozoología, un "dinosaurio viviente" es cualquier criatura legendaria o folclórica que se parezca a los dinosaurios, las cuales criptozoologistas alegan que son dinosaurios que han sobrevivido hasta los tiempos modernos.
Los dinosaurios vivientes testimoniados están basados en interpretaciones de folclore regional, avistamientos, leyendas y pruebas sin verificar (como huellas).
Algunos criptozoologistas demandan que hay evidencias arqueológicas que apoyen la existencia de dinosaurios vivientes, y que varios artefactos arqueológicos, escrituras viejas, pinturas rupestres y los folclores antiguos estuvieron basados en la idea de que el hombre y los dinosaurios vivieron juntos. Aun así, arqueólogos, biólogos, y otros campos de la ciencia no apoyan esta idea, y ven el campo de la criptozoología como una pseudociencia.

## Lectura adicional
- Eberhart, George M. (2002). Criaturas misteriosas: Una Guía A Cryptozoology. ABC-CLIO, Inc. ISBN 1-57607-283-5.
- Jamón, Ken (2000) Dinosaurios de Eden: Un Viaje Bíblico A través de Tiempo. Libros maestros. ISBN 0-89051-340-6.
- Hapgood, Charles (2000) Misterio en Acambaro: Hizo los dinosaurios Sobreviven Hasta que Recientemente?. Aventuras Unlimited Prensa. ISBN 0-932813-76-3.
- Shuker, Karl P. N. (1995) En Búsqueda de Supervivientes Prehistóricos, Blandford, ISBN 0-7137-2469-2.

- Datos: Q6659386